# Cómo funcionan casi todas las cosas
Cómo funcionan casi todas las cosas es una película dramática argentina de 2015 coescrita, producida y dirigida por Fernando Salem. La cinta está protagonizada por Verónica Gerez

## Reparto
- Verónica Gerez como Celina.
- Rafael Spregelburd como Goldberg.
- Pilar Gamboa como Raquel.
- Marilú Marini como Nelly.
- Esteban Bigliardi como Sandro.
- Sergio Pángaro como Aldo.
- Miriam Odorico como Nora.
- María Ucedo como Rita.